# Football Club Nuorese Calcio 2007-2008
Questa voce raccoglie le informazioni riguardanti  la Football Club Nuorese Calcio nelle competizioni ufficiali della stagione 2007-2008.

## Rosa
| N. |                      | Ruolo | Calciatore           |
| -- | -------------------- | ----- | -------------------- |
| -  | Italia (bandiera)    | A     | Massimo Campo        |
| -  | Italia (bandiera)    | C     | Salvatore Cangelosi  |
| -  | Italia (bandiera)    | P     | Davide Capello       |
| -  | Italia (bandiera)    | A     | Roberto Cappai       |
| -  | Italia (bandiera)    | A     | Marco Cirillo        |
| -  | Italia (bandiera)    | C     | Vito Dentamaro       |
| -  | Italia (bandiera)    | A     | Michele Di Piedi     |
| -  | Brasile (bandiera)   | D     | Emerson Ramos Borges |
| -  | Italia (bandiera)    | C     | Francesco Esposito   |
| -  | Italia (bandiera)    | D     | Gianluca Festa       |
| -  | Italia (bandiera)    | C     | Andrea Gennari       |
| -  | Argentina (bandiera) | A     | Leandro Guaita       |
| -  | Italia (bandiera)    | C     | Massimiliano Iezzi   |
| -  | Italia (bandiera)    | A     | Giovanni Longobardi  |

| N. |                    | Ruolo | Calciatore                   |
| -- | ------------------ | ----- | ---------------------------- |
| -  | Italia (bandiera)  | P     | Marco Manis                  |
| -  | Italia (bandiera)  | D     | Mario Masia                  |
| -  | Italia (bandiera)  | D     | Stefano Medda                |
| -  | Italia (bandiera)  | D     | Eddy Mengo                   |
| -  | Italia (bandiera)  | C     | Marco Napolioni              |
| -  | Italia (bandiera)  | A     | Giuseppe Nuvoli              |
| -  | Brasile (bandiera) | A     | Luis Airton Barroso Oliveira |
| -  | Italia (bandiera)  | D     | Armando Padula               |
| -  | Italia (bandiera)  | D     | Michelangelo Palazzo         |
| -  | Italia (bandiera)  | D     | Luca Panetto                 |
| -  | Italia (bandiera)  | C     | Marco Sanna                  |
| -  | Italia (bandiera)  | C     | Alessandro Steri             |
| -  | Francia (bandiera) | A     | Vincent Xatie Taua           |
| -  | Italia (bandiera)  | D     | Edoardo Zaccarelli           |